# Lijst van voetbalinterlands Nederland - Noorwegen (vrouwen)
Deze lijst van voetbalinterlands is een overzicht van alle voetbalwedstrijden tussen de nationale vrouwenteams van Nederland en Noorwegen. Nederland en Noorwegen hebben 29 keer tegen elkaar gespeeld. De eerste wedstrijd was op 30 mei 1985 in Drunen.

## Wedstrijden
| №  | Plaats    | Datum             | Competitie                          | Wedstrijd             | Uitslag |
| -- | --------- | ----------------- | ----------------------------------- | --------------------- | ------- |
| 1  | Drunen    | 30 mei 1985       | Vriendschappelijk                   | Nederland − Noorwegen | 1 − 1   |
| 2  | Oslo      | 23 mei 1987       | Vriendschappelijk                   | Noorwegen − Nederland | 0 − 0   |
| 3  | Horten    | 22 oktober 1988   | EK 1989 kwalificatie                | Noorwegen − Nederland | 2 − 1   |
| 4  | Rijsoord  | 5 november 1988   | EK 1989 kwalificatie                | Nederland − Noorwegen | 0 − 3   |
| 5  | Denekamp  | 11 april 1989     | Vriendschappelijk                   | Nederland − Noorwegen | 1 − 1   |
| 6  | Den Ham   | 10 mei 1990       | Vriendschappelijk                   | Nederland − Noorwegen | 1 − 0   |
| 7  | Oslo      | 12 juni 1991      | Vriendschappelijk                   | Noorwegen − Nederland | 3 − 0   |
| 8  | Oslo      | 10 oktober 1992   | EK 1993 kwalificatie                | Noorwegen − Nederland | 3 − 0   |
| 9  | Raalte    | 7 november 1992   | EK 1993 kwalificatie                | Nederland − Noorwegen | 0 − 3   |
| 10 | Silves    | 14 maart 1995     | Vriendschappelijk                   | Noorwegen − Nederland | 0 − 1   |
| 11 | Oslo      | 1 oktober 1997    | WK 1999 kwalificatie                | Noorwegen − Nederland | 6 − 1   |
| 12 | Sittard   | 18 april 1998     | WK 1999 kwalificatie                | Nederland − Noorwegen | 0 − 0   |
| 13 | Raufoss   | 26 mei 1999       | Vriendschappelijk                   | Noorwegen − Nederland | 0 − 0   |
| 14 | Mandal    | 15 mei 2003       | EK 2005 kwalificatie                | Noorwegen − Nederland | 2 − 0   |
| 15 | Wezep     | 22 mei 2004       | EK 2005 kwalificatie                | Nederland − Noorwegen | 0 − 2   |
| 16 | Bekkestua | 24 oktober 2009   | WK 2011 kwalificatie                | Noorwegen − Nederland | 3 − 0   |
| 17 | Zwolle    | 19 juni 2010      | WK 2011 kwalificatie                | Nederland − Noorwegen | 2 − 2   |
| 18 | Kalmar    | 14 juli 2013      | EK 2013                             | Noorwegen − Nederland | 1 − 0   |
| 19 | Volendam  | 30 oktober 2013   | WK 2015 kwalificatie                | Nederland − Noorwegen | 1 − 2   |
| 20 | Bekkestua | 17 september 2014 | WK 2015 kwalificatie                | Noorwegen − Nederland | 0 − 2   |
| 21 | Strømmen  | 8 april 2015      | Vriendschappelijk                   | Noorwegen − Nederland | 2 − 3   |
| 22 | Rotterdam | 5 maart 2016      | Olympisch kwalificatietoernooi 2016 | Noorwegen − Nederland | 4 − 1   |
| 23 | Utrecht   | 16 juni 2017      | EK 2017                             | Nederland − Noorwegen | 1 − 0   |
| 24 | Groningen | 24 oktober 2017   | WK 2019 kwalificatie                | Nederland − Noorwegen | 1 − 0   |
| 25 | Oslo      | 4 september 2018  | WK 2019 kwalificatie                | Noorwegen − Nederland | 2 − 1   |
| 26 | Enschede  | 15 juni 2021      | Vriendschappelijk                   | Nederland − Noorwegen | 7 − 0   |
| 27 | Den Haag  | 11 oktober 2022   | Vriendschappelijk                   | Nederland − Noorwegen | 0 − 2   |
| 28 | Breda     | 9 april 2024      | EK 2025 kwalificatie                | Nederland − Noorwegen | 1 − 0   |
| 29 | Bergen    | 16 juli 2024      | EK 2025 kwalificatie                | Noorwegen − Nederland | 1 − 1   |

## Samenvatting
| Competitie                     | Totaal gespeeld | Winst Nederland | Gelijk | Winst Noorwegen | Doelsaldo Nederland – Noorwegen |
| ------------------------------ | --------------- | --------------- | ------ | --------------- | ------------------------------- |
| WK-kwalificatie                | 8               | 2               | 2      | 4               | 8 − 15                          |
| EK-eindronde                   | 2               | 1               | 0      | 1               | 1 − 1                           |
| EK-kwalificatie                | 8               | 1               | 1      | 6               | 3 − 16                          |
| Olympisch kwalificatietoernooi | 1               | 0               | 0      | 1               | 1 − 4                           |
| Vriendschappelijk              | 10              | 4               | 4      | 2               | 14 − 9                          |
| Totaal                         | 29              | 8               | 7      | 14              | 27 − 45                         |